# Абашево (Новокузнецк)
Абашево — микрорайон в Орджоникидзевском районе города Новокузнецка Кемеровской области России. Бывший (до вхождения в черту города) посёлок городского типа в составе Новокузнецкого района.

## География
Находится на правом берегу реки Томи.
Основная улица в районе — улица Пушкина. Она проходит с северной части посёлка от ул. Кольской до ДК имени Маяковского.

## История
В начале XX века в районе Абашево появились первые угольные шахты. Уголь на них добывали вручную: мужчины кайлом обрубали уголь, а женщины и дети таскали вагонетки на поверхность. Уголь плотами сплавляли по Томи.
В послевоенное время в посёлке появились шахты «Абашевская-1», «Абашевская-2», «Абашевская 3-4» (ныне — «Нагорная») и «Байдаевские уклоны» («Новокузнецкая»).

## Известные уроженцы, жители
На шахте Нагорная работали 3 героя Социалистического труда: Егор Иванович Дроздецкий,  Виктор Михайлович Ерпылёв, Александр Фёдорович Никитин.

## Транспорт
К Абашево подходит четыре основных дороги: ул. Зыряновская, Объездная (продолжение ул. Херсонской), и дорога на Карлык.
В посёлке работает лишь автобусный транспорт. Однако, ранее предполагалось продление трамвая от конечной остановки «Таштагольская».
Автобусы идут по окраинам. В центре автобусного сообщения нет. Существует всего три остановки: «Абашево», «Поликлиника» и «ул. Толбухина».
Остановка «Абашево» является конечной для автобусов № 2, 3, 4, 5, 13, 87, 19, 345. В основном все автобусы ведут в ближайшие посёлки: № 2 — курсирует до посёлка 3-4, № 4 — в посёлок Притомский, № 13 — до остановки «5-я Ферма». В летнее время курсирует автобус 19 от ост. «Зыряновские сады», через ост. «Абашево» и ост. «5-я Ферма» до ост. «Дом Рыбака».
Автобус № 3 до Новобайдаевки. Автобус № 5 — до Вокзала. Его маршрут один из самых длинных в городе — 21 км. С 1 января 2020 года возобновил работу маршрут № 87 (ТЦ «Лента» (ул. Светлая) — Абашево). Также курсирует маршрут 345 от ост. «Абашево» до ост. «Трест КМС». Официально пригородный автобус № 119 в Абашево запустили лишь в июне 2022 года. Также существует нелегальное маршрутное такси до остановочной платформы «113 км».

### Маршруты
| Маршрут | Начальная остановка | Конечная остановка             | Примечания                                                                               | Перевозчик      |
| ------- | ------------------- | ------------------------------ | ---------------------------------------------------------------------------------------- | --------------- |
| 2       | Абашево             | ш. Нагорная                    | По ул. Автодорожной; ул. Зенковской                                                      | ИП Потанин      |
| 3       | Абашево             | Шолохова                       | По ул. Разведчиков; ул. Мурманской; ул. Некрасова; ул. Зорге                             | ООО «Питеравто» |
| 4       | Абашево             | Притомский                     | По ул. Герцена; Притомскому шоссе                                                        | ООО «Питеравто» |
| 5       | Абашево             | Вокзал                         | По ул. Разведчиков; пр. Шахтёров; ул. Обнорского; пр. Бардина                            | ООО «Питеравто» |
| 12      | Абашево             | с/о «Жемчужина»                | сезонный                                                                                 | ООО «Питеравто» |
| 13      | Абашево             | 5-я ферма                      | По ул. Разведчиков; ул. Герцена; пр. Шахтёров; Байдаевскому шоссе                        | ООО «Питеравто» |
| 19      | Зыряновские сады    | Дом Рыбака                     | сезонный                                                                                 | ООО «Питеравто» |
| 87      | Абашево             | ТЦ «Лента» (Новоильинский р-н) | По пр. Авиаторов; Ильинскому шоссе; пр. Строителей; ул. Обнорского; Байдаевскому шоссе   | ООО «Питерато»  |
| 119     | Абашево             | 113 км                         | сезонный                                                                                 | ООО «ПАП № 10»  |
| 345     | Абашево             | Трест КМС                      | По ул. Герцена; пр. Шахтёров; ул. Ленина; пр. Бардина; пр. Металлургов; Заводскому шоссе | ООО «Питеравто» |

## Железная дорога
Ранее имелась ветка на шахты «Нагорная», «Новокузнецкая» и «Абашевская-2».
Ветка имеет выход на станцию «Байдаевка», а с неё на станцию «Обнорская» Западно-Сибирской железной дороги. Ветку обслуживает ОАО «Кузнецкпогрузтранс».